# Новый Мултан (Увинский район)
Но́вый Мулта́н (удм. Выль Мултан) — село в Увинском районе Удмуртии, административный центр Новомултанского сельского поселения.
Расположено в 19 км к северу от Увы и в 65 км к западу от Ижевска. Через село протекает река Мултанка, приток Увы.

## История
В официальных летописях деревня Малой Малтан упоминается в Ландратской переписи 1710—1716 годов в сотне Тотая Иванова.
До революции село было центром в Мултанской (Новомултанской) волости Малмыжского уезда Вятской губернии. По данным десятой ревизии в 1859 году в 44 дворах казённого починка Покровское при речке Мултанке проживало 228 человек.
В 1929 году село становится центром Новомултанского района, однако уже 1 ноября 1932 года район упраздняется, а Новый Мултан входит в Селтинский район. 23 января 1935 года происходит разукрупнение Селтинского района и Новый мултан передаётся во вновь образованный Увинский район.
Новомултанский сельсовет был образован в составе Новомултанской волости в 1921 году. В 1968 году его центр переносится в деревню Поршур-Тукля и сельсовет переименовывается в Поршур-Туклинский. В 1991 году Новомултанский сельсовет образуется вновь, будучи выделенным и Поршур-Туклинского.
В 1765 году в Мултане была построена деревянная Покровская церковь. В 1822 году начато возведение каменного храма, закончившееся в 1829 году. В 1939 году церковь была закрыта.

### Мултанская волость
По состоянию на 1917 год Мултанская волость входила в 5-й стан Малмыжского уезда Вятской Губернии. Кроме самого Мултана входило ещё 2 села — Мушковай и Удугучин и 70 других населённых пунктов. В 1921 году волость входит во вновь образованный Селтинский уезд Вотской АО, происходит деление на сельские советы. В 1924 году уезд упраздняется и волость передаётся в Ижевский уезд, при этом она укрупняется за счёт присоединения населённых пунктов Ува-Туклинской и Сям-Можгинской волостей, после чего волость стала состоять из 7 сельсоветов: Новомултанского, Поршур-Туклинского, Старо-Моньнского, Сям-Можгинского, Удугучинского, Чажинского и Чеканского. Но уже в следующем году сельсоветы разукрупняются и появляются 6 новых: Кабаковский, Мушковайский, Пужмесь-Туклинский, Русско-Юськинский Узей-Туклинский и Ульмольский.
В 1929 году волость ликвидируется, а её сельсоветы передаются в Новомултанский район.

### Новомултанский район
Новомултанский район был образован постановлением президиума ВЦИК от 15 июля 1929 года, заменившим уездно-волостное территориальное деление на районное. В него вошли сельсоветы бывшей Новомултанской и Старозятцинской волостей. На конец 1929 года он включал 14 сельсоветов: Кабаковский 1, Кабаковский 2, Кочишевский, мушковайский, Новомултанский, Поршур-Туклинский, Пужмесь-Туклинский, Старомоньинский, Сям-Можгинский, Удугучинский, Узей-Туклинский, Ульмольский, Чажинский и Чеканский.
Постановлением президиума ВЦИК район был ликвидирован 1 ноября 1932 года, а его территория разделена между Селтинским и Сюмсинским районами.